# Грос Тецлебен
Грос Тецлебен (њем. Groß Teetzleben) општина је у њемачкој савезној држави Мекленбург-Западна Померанија. Једно је од 69 општинских средишта округа Демин. Према процјени из 2010. у општини је живјело 741 становника. Посједује регионалну шифру (AGS) 13052032.

## Географски и демографски подаци
Грос Тецлебен се налази у савезној држави Мекленбург-Западна Померанија у округу Демин. Општина се налази на надморској висини од 54 метра. Површина општине износи 21,7 km². У самом мјесту је, према процјени из 2010. године, живјело 741 становника. Просјечна густина становништва износи 34 становника/km².